# Catelo de Stabia
San Catelo de Castellamare (en italiano: San Catello) (siglo IX) fue un obispo de Castellamare di Stabia. Fue amigo íntimo de San Antonino de Sorrento. La tradición cuenta que Antonino, huyendo de las invasiones lombardas, se dirigió a Campania donde acabó en Castellammare di Stabia. Allí Catelo era obispo, pero deseando convertirse en eremita, renunció a su cargo de obispo y confió a Antonino la tarea de servir como obispo de la ciudad. Catelo se retiró al Monte Aureo.
El deseo de seguir siendo ermitaño llevó a Antonino a convencer a Catelo para que regresara a su sede. Antonino se retiró al Monte Aureo y vivió en una gruta natural. Sin embargo, Catelo decidió nuevamente retirarse a este monte y dedicarse sólo esporádicamente a los cuidados de su diócesis.
Se dice que una aparición de San Miguel convenció a los dos de construir el oratorio de piedra, hoy conocido como Monte San Angelo o Punta San Michele.
Posteriormente, Catelo fue acusado de brujería por un sacerdote llamado Tibeio de Estabia y por esa razón estuvo cautivo en Roma hasta que un nuevo Papa lo liberó. Catelo entonces regresó a Estabia y se dedicó a expandir la iglesia que había ayudado a fundar. 
Los habitantes de Sorrento, mientras tanto, convencieron a Antonino para que se estableciera en Sorrento. Antonino se convirtió en abad del monasterio benedictino de San Agripino, sucediendo a Bonifacio en este cargo.

## Veneración
Los detalles de la vida de Catelo se basan en un relato escrito hacia finales del siglo IX por un cronista anónimo. Su vida también se menciona en aquellas fuentes que describen la de su amigo Antonino. El padre teatino Antonio Caracciolo editó una de estas fuentes en 1626.
El culto a este santo fue confirmado por la Sagrada Congregación el 13 de septiembre de 1729.
En la Catedral de Castellammare se encuentra una Capilla de San Catelo.